# Епископ сремски Никанор
Никанор Мелентијевић (1656(1658)? – 5. октобар 1739, Крушедол) био је епископ српске православне цркве у 18. веку.

## Биографија
Не зна се када је тачно и где рођен Мелентијевић; вероватно негде у Срему. Био је он ученик манастирске школе па постриженик крушедолски, чији је потом био велики "обновитељ". Цео његов живот везан је за тај фрушкогорски манастир, чији он био монах, игуман и архимандрит. Умро је у старости, након што се повукао са владичанског трона, 5. октобра 1739. године у манастиру Крушедолу, где је и сахрањен.
Владика печујски, Никанор Мелентијевић постао је 23. априла 1710. године у манастиру Крушедолу. Његов пун наслов је гласио тада владика печујски, Сигету, Шиклеушу, Мухачу и међи између Драве и Дунава, (осјечко-пољски) православни епископ. Он је у то време архимандрит крушедолски и владика печујски. Владичанска столица била је прво у граду Сечују, а од 1713-1714. године у Осијеку, а он на том положају провео до 1721. године. Постао је Никанор затим владика крушедолски и остао до 1739. године.
Учествовао је између 1715-1735. године на свим српским црквено-народним саборима у Карловцима и друге. Послао га је крајем 1735. године митрополит Вићентије Јовановић у специјалну тајну мисију против унијаћења православаца у Брашов у Ердељу. Након масовног преласка Влаха у унију са римокатоличком црквом, православци у "Берсеју" су остали без владике; малобројни и у расулу. Он је у Брашову увео јерархијску организацију, поставио протопопа и рукоположио много свештеника. Својим посланицама је бодрио народ да не напушта православну веру, учио га како да се понаша и тражио да поштује протопопа свога.
Подигао је као ктитор у Манастиру Крушеол између 1722-1725. године унутрашњу манастирску капелу на првом спрату, источног крила конака посвећену Св. епископу Максиму Бранковићу (оснивачу манастира) као и монашке ћелије.